# Тори Лэйн
Тори Лэйн (англ. Tory Lane, настоящее имя Лиза Николь Пясецки (англ. Lisa Nicole Piasecki); род. 30 сентября 1982, Форт-Лодердейл, Флорида, США) — американская порноактриса, член Зала славы AVN с 2017 года.

## Биография
Тори Лейн родилась в Форт-Лодердейл, штат Флорида, США. Имеет польские корни. В детстве занималась классическим балетом, а после окончания школы она училась в Бровардском социальном колледже. В это же время Тори работала барменом в клубе, продавцом в книжном магазине, танцовщицей в стриптиз-барах.
В 2004 году она подписала контракт со студией «LA Direct» и снялась в своём первом порнофильме «Suze Randall’s The Young & The Raunchy».
В 2005 году Тори Лейн вышла замуж за порноактёра Рика Шэмелесса, однако через несколько месяцев развелась с ним.
В 2006 году Лейн стала финалисткой второго сезона реалити-шоу «Playboy TV». В мае 2007 года актриса подписала двухлетний контракт со студией «Sin City», однако в 2008 году она расторгла соглашение.
По данным на 2018 год, Тори Лейн снялась в 714 порнофильмах и срежиссировала 7 порнолент.

## Проблемы с законом
В феврале 2015 года Лейн была снята с рейса компании Delta Airlines и арестована полицией за драку, затеянную с членами экипажа самолёта и пассажирами. Стюардесса авиакомпании подала на Лейн в суд, обвинив её в нанесении телесных повреждений и причинении морального вреда.

## Премии и номинации

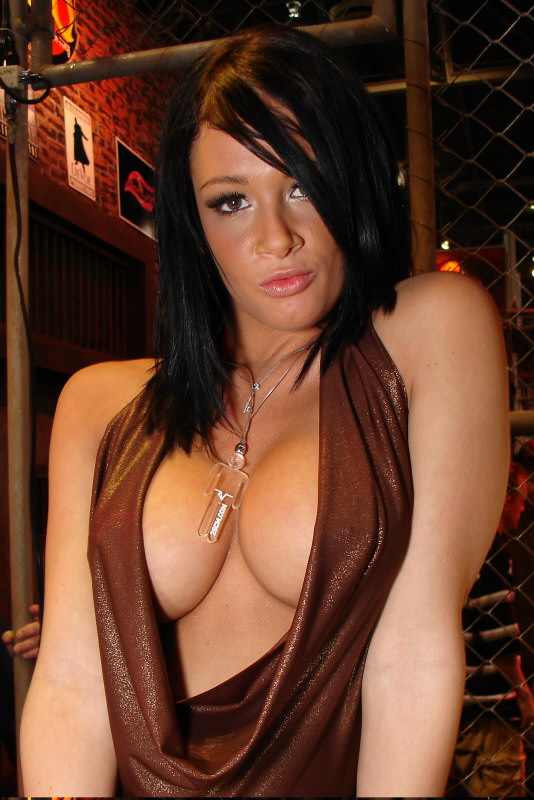

- 2014 : AVN Award номинация — Unsung Starlet of the Year
- 2013 : Sex Awards номинация - Sexiest Adult Star
- 2011 : AVN Award номинация — Best Group Sex Scene — Speed (2010) (вместе с Kaylani Lei, Misty Stone, Jessica Drake, Kirsten Price, Alektra Blue, Chanel Preston, Kayme Kai, Briana Blair, Mick Blue, Dale DaBone, Barrett Blade, Eric Masterson, Marcus London, Sascha Koch, Bill Bailey)
- 2011 : AVN Award номинация — Best All-Girl Group Sex Scene — The Condemned (2010) (вместе с Никки Джейн, Kagney Linn Karter и Faye Reagan)
- 2010 : AVN Award номинация — Best Group Sex Scene — 2040 (вместе с Alektra Blue, Brad Armstrong, Mick Blue, Kayla Carrera, TJ Cummings, Jessica Drake, Jayden Jaymes, Kaylani Lei, Marcus London, Mikayla Mendez, Rocco Reed, Randy Spears ) [7]
- 2010 : AVN Award номинация — Best Anal Sex Scene — Breast Worship 2 (вместе с Лексингтон Стил) (2009)
- 2009 : AVN Award — Best POV Sex Scene — Double Vision 2 (2008) (вместе с Катей Кассин и Эриком Эверхардом)[8]
- 2009 : AVN Award — Best Threeway Sex Scene - Filth Cums First 3 (вместе с Mark Ashley) (2007)
- 2008 : AVN Award — Best Actress — Video — Outkast (2007)
- 2008 : AVN Award — Best Anal Sex Scene —  Flesh Hunter 9 (2006) (вместе с Vanessa Lane и Мистер Пит)
- 2008 : AVN Award — Best Group Sex Scene —  The Good, the Bad & the Slutty (2006) (вместе с Аннетт Шварц, Джон Стронг и Мистер Пит)
- 2008 : XRCO Award номинация — Superslut
- 2007 : AVN Award номинация — Best Group Sex Scene — Clusterfuck 5 (2006)
- 2007 : AVN Award номинация — Best Tease Performance Illegal Ass (2006)
- 2007 : AVN Award номинация — Best Oral Sex Scene — Gag Factor 21 (2006) (вместе с Jenner )
- 2007 : AVN Award номинация — Best All-Girl Sex Scene — Belladonna: No Warning 2 (2006) (вместе с Рокси Джезель)
- 2007 : AVN Award номинация — Most Outrageous Sex Scene - Twisted as Fuck (2006) (вместе с Сандрой Ромэйн)
- 2007 : AVN Award номинация — Best POV Sex Scene - About Face 3 (2007) (вместе с Chris Streams)
- 2007 : AVN Award номинация — Female Starlet of the year
- 2007 : AVN Award номинация — Best Anal Sex Scene — Up'r Class 4 (2006) (вместе с Марком Дэвисом)
- 2007 : AVN Award номинация — Female Performer of the Year
- 2007 : AVN Award номинация — Best Supporting Actress Video - The Fling (2006)
- 2007 : AVN Award номинация — Best All-Girl Sex Scene Video - Jenna Haze: Dark Side (2006) (вместе с Дженной Хейз)
- 2007 : F.A.M.E. Awards — Favorite Oral Star
- 2007 : F.A.M.E. Awards — Favorite Anal Star
- 2006 : AVN Award номинация — Лучшая новая старлетка
- 2006 : AVN Award номинация — Best Group Sex Scene — ATM City 2 (2005) (вместе с  Одри Холландер, Sascha Koch и Otto Bauer)
- 2006 : XRCO Award номинация — Female performer of the year
- 2006 : XRCO Award номинация — Orgasmic Oralist of the Year
- 2006 : XRCO Award номинация — Superslut of the Year[9]